# Mr. Dooley
Mr. Dooley (o Martin J. Dooley) es un camarero inmigrante irlandés ficticio creado por el periodista y humorista estadounidense Finley Peter Dunne. Dooley fue el tema de muchas columnas de Dunne entre 1893 y 1915, y de nuevo en 1924 y 1926. Los ensayos de Dunne contienen los comentarios del barman sobre diversos temas (a menudo asuntos nacionales o internacionales). Se hicieron muy populares durante la guerra hispanoamericana de 1898 y siguieron siéndolo después; están recogidos en varios libros. Los ensayos tienen la forma de conversaciones en dialecto irlandés entre el Sr. Dooley, que en las columnas es propietario de una taberna en la zona de Bridgeport, en Chicago, y uno de los clientes del bar ficticio (en años posteriores, normalmente Malachi Hennessy), siendo la mayor parte de la columna un monólogo de Dooley. Las piezas no son muy recordadas, pero originaron dichos duraderos como "el Tribunal Supremo sigue los resultados de las elecciones".

## Historia

### Comienzos
Peter Dunne nació el 10 de julio de 1867 en Chicago, hijo de inmigrantes irlandeses; añadió el nombre "Finley", el apellido de su madre al nacer, a los 20 años. Un niño precoz, le fue bien en la escuela primaria, pero terminó último en su clase de secundaria de 50, posiblemente debido a la muerte de su madre, y fue enviado a trabajar alrededor de los 17 años en 1884. Dunne consiguió un trabajo menor en el Chicago Tribune, donde los superiores pronto se dieron cuenta de su inteligencia callejera y lo nombraron reportero de la policía. En los años siguientes, Dunne trabajó para varios periódicos de Chicago, ganando en salario y responsabilidad, y en 1888, a los 21 años, era editor de la ciudad y redactor político del Chicago Times.
Mientras estaba en el Times, Dunne pudo haber hecho sus primeros experimentos con el dialecto irlandés: una serie anónima sobre la reforma de la policía publicada en enero de 1889. "El oficial Quinn y sus amigos" presenta a un policía irlandés-americano que desentierra una huella sospechosa en la nieve. Quinn pretende llevarla a la comisaría, pero se despista en una taberna y sale varias horas después para encontrar las pruebas derretidas. El escritor de las piezas de Quinn utiliza irlandeses innecesarios, y su ortografía es a menudo torpe. Cuando Dunne aceptó un nuevo trabajo en el Tribune, más tarde, en 1889, el uso del dialecto irlandés en los relatos le siguió; un relato de una conversación entre dos miembros irlandeses-americanos del consejo de la ciudad se interpreta como lo habrían hablado. La primera vez que firmó con piezas en dialecto irlandés fue en la segunda mitad de 1890, en una serie sobre el coronel Thomas Jefferson Dolan, un demócrata de poca monta. La serie, que finalizó cuando Dunne se marchó al Chicago Herald a finales de 1890, contiene elementos de las historias de Dooley, como el hecho de estar contadas en su mayor parte desde una sola perspectiva (un alter ego de Dunne), así como el hecho de pintar un retrato detallado de la escena irlandesa-americana. Para entonces, Dunne había pulido su uso del dialecto irlandés.
A principios de la década de 1890, los periódicos de Chicago utilizaban cada vez más el dialecto, a veces para burlarse, pero más a menudo para dar voz a las comunidades de inmigrantes que llenaban los barrios de Chicago, y cuya valía estaba siendo apreciada. En 1892, Dunne, que aún tenía sólo 25 años, era presidente editorial del Chicago Evening Post. Su dirección estaba comercializando (sin éxito, como se demostró) una edición semanal de menor tamaño para competir con los grandes periódicos dominicales. Cornelius McAuliff, el editor de Dunne, le pidió que escribiera un artículo de humor para cada edición del nuevo periódico. Así, el 4 de diciembre de 1892, Dunne escribió para el Sunday Post un artículo en dialecto irlandés titulado "Frank's Visit to Grover" (La visita de Frank a Grover), relativo a los esfuerzos del ex congresista Frank Lawler por conseguir el nombramiento de director de correos de Chicago, un premio político que debía conceder el nuevo presidente, Grover Cleveland. La visita de Lawler a Nueva York para ver a Cleveland es descrita por otro irlandés, el concejal Johnny Powers-Cleveland promete el puesto (Lawler no lo recibió en la vida real) antes de que Lawler y el presidente electo se dediquen a beber y a jugar al billar.
En el periódico dominical del 11 de diciembre de 1892, Dunne escribió otra columna dialectal, esta vez ambientada en el lujoso bar de la calle Dearborn del coronel Malachi McNeary (en todas las columnas, excepto en la primera, escrito McNeery). Ese tabernero se basaba en James McGarry, propietario de una taberna cerca del distrito periodístico de Chicago; Dunne y otros periodistas bebían allí y escribían sus historias. A partir de la segunda columna de McNeery, el oyente de sus monólogos es Johnny McKenna, un personaje de la vida real, que era republicano en una comunidad irlandesa mayoritariamente demócrata, y que a menudo recibía trabajos del gobierno como muestra de bipartidismo. La Exposición Universal Colombina fue el principal acontecimiento de 1893 en Chicago, y McNeery fue utilizado como portavoz de los comentarios de Dunne sobre los acontecimientos y las vistas de la feria. Por ejemplo, McNeery ve una reunión de la Junta de Administradores de la feria, presidida por Bertha Palmer, que en la columna se muestra incapaz de detener una discusión entre los miembros.

Aunque el Sunday Post dejó de publicarse debido a las pérdidas financieras, las columnas de McNeery se trasladaron a la edición del sábado debido a su popularidad. Esta fama local le supuso cierta molestia al análogo de McNeery en la vida real, McGarry, que se encontró con que le llamaban McNeery, e incluso le miraba fijamente un inmigrante sueco, nacionalidad que los irlandeses de Chicago despreciaban. Una tarde, cuando Dunne estaba en la taberna de McGarry, el periodista lo encontró poco comunicativo, hasta su repentina explosión: "No puedes ponerme tinta de imprenta impunemente", anunciando que pretendía ver al editor de Dunne, John R. Walsh. Según Grace Eckley, en su volumen sobre la obra de Dunne, las posiciones políticas que McNeery debía defender eran contrarias a las de algunos clientes de McGarry, lo que le colocaba en una posición incómoda. Al día siguiente, Walsh pidió a Dunne que cambiara el nombre, pero el escritor decidió que no sería suficiente si se mantenía el saloon ficticio tal cual; en su lugar, parecía necesario un establecimiento más humilde (y un barman) en alguna zona más remota de Chicago. McKenna, a diferencia de McGarry, disfrutaba de la atención y, al enterarse del problema, se llevó a Dunne a su barrio, Bridgeport, de gran tradición irlandesa, presentándole a los habitantes de la zona. Trasladar el local a Bridgeport tenía sus ventajas. A un tabernero "irlandés de barrio" se le podía permitir una mayor libertad de expresión que a McNeery, ya que para los habitantes más urbanos de Chicago, los de Bridgeport eran unos paletos poco sofisticados y con mucho sentido del humor. Como dijo Dunne más tarde, "aunque podría ser peligroso llamar ladrón a un concejal en inglés, nadie podría demandar si un irlandés cómico denunciara al estadista como ladrón". El fuerte brogue de McGarry aparecía en el discurso de McNeery, y se mantuvo en el traslado a Bridgeport.

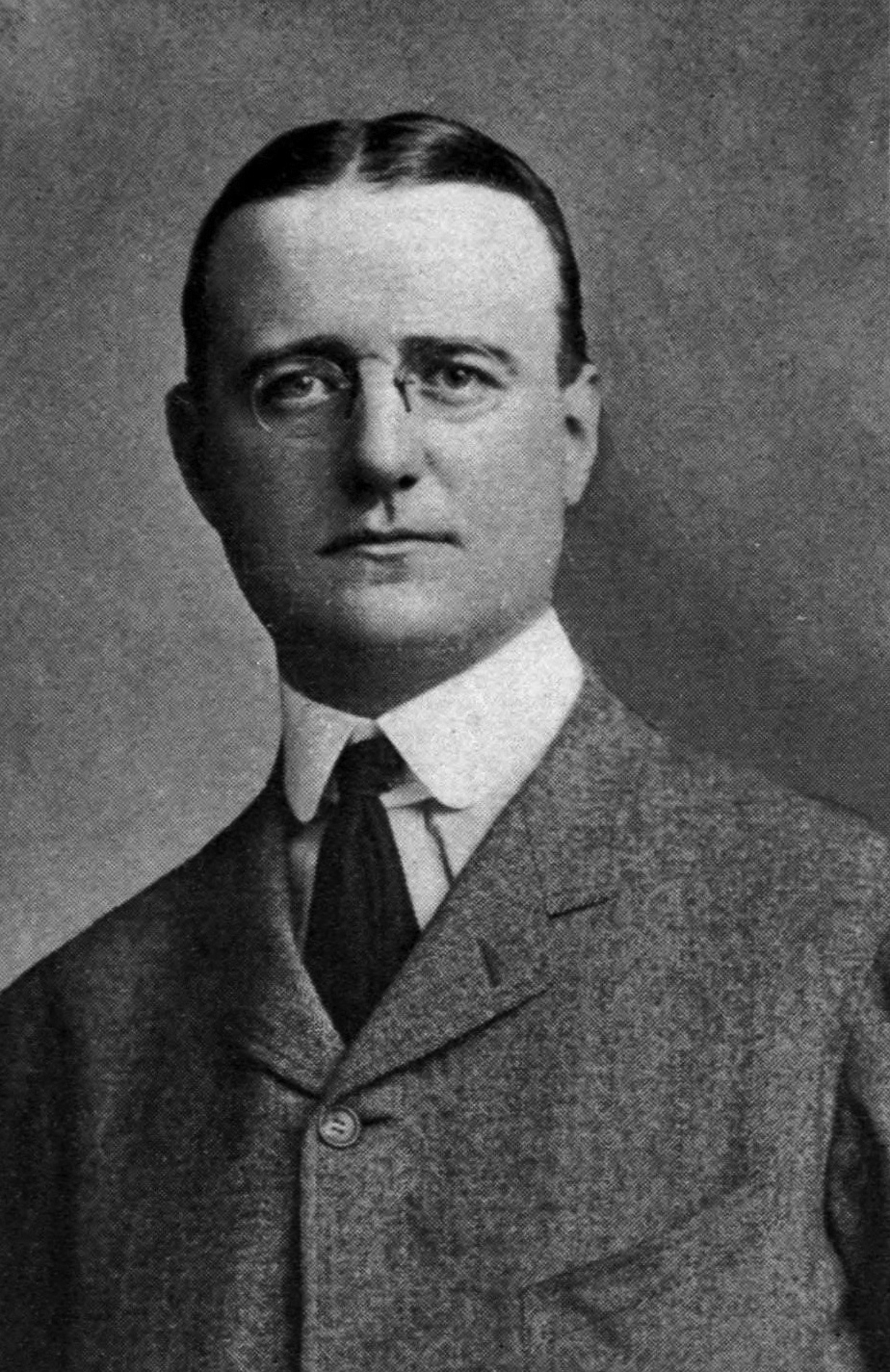
Finley Peter Dunne

Dunne introdujo el cambio en su columna el 7 de octubre de 1893. McNeery aparecía como si hubiera vuelto a casa, a Irlanda, y el desconsolado McKenna, en busca de compañía, entra en el salón de Bridgeport de Martin J. Dooley, situado en Archer Avenue (que se haría famoso como "Archey Road"), en el que no había estado en algunos años, pero donde el Sr. Dooley le saluda como si se hubieran separado el día anterior. Dooley le sirve dos copas y le habla de los asuntos locales; McKenna sólo dice dos breves frases, una de las cuales es su saludo. Dunne declaró más tarde que, al principio, consideraba los artículos de Dooley como un reportaje semanal más, hecho apresuradamente en una hora y sin mucho intento de pulirlo.

### Fama durante la guerra (1898)
Durante 1897, Dunne puso a veces su mirada en el extranjero, hablando del Jubileo de Diamante de la Reina Victoria. Dooley señaló que, aunque el sol nunca se puso en sus dominios, los propietarios originales tampoco llegaron a "asentarse" [sentarse] allí, "siendo mantenidos en movimiento por la polis [policía]". A finales de ese año, Dunne se trasladó al Chicago Journal como redactor jefe y el Sr. Dooley comenzó a comentar en su nueva sede a principios de 1898. Dunne se había visto limitado en su antiguo puesto por la insistencia de Kohlsaat en que sus periódicos apoyaran los esfuerzos del presidente McKinley para resolver las diferencias con España sobre Cuba sin llegar a la guerra. En el Journal, donde el periodismo era amarillista y los llamamientos estridentes a la guerra eran la norma, Dunne no tenía tales inhibiciones. Siempre había rechazado los elogios a los artículos de Dooley por parte de quienes conocían su autoría, deseando ser conocido como un escritor serio. Debido al dialecto, las columnas de Dooley le resultaban más difíciles que escribir editoriales y columnas en inglés sencillo. Terminó su último artículo sobre Dooley en el Post con el tabernero despidiéndose, cerrando la puerta del salón (como dijo Dunne) "quizá por última vez", lo que posiblemente significaba que Dooley había terminado. Dooley había sido representado como partidario de la guerra contra España en el Post, y Dunne estaba a favor de la intervención militar para liberar a Cuba. El 19 de febrero de 1898, cuatro días después de que el USS Maine se hundiera en el puerto de La Habana, Dunne restableció a Dooley en su arsenal contra los españoles. Fanning escribió sobre los posteriores aullidos de Dooley a favor de la guerra: "Al abandonar su habitual postura de irónico frío y neutral, el Sr. Dooley se convierte en una voz más, ruidosa e irracional, que expresa un odio cruelmente simplificado hacia España y la ira contra el presidente McKinley". Estas nuevas piezas marcan el punto más bajo en el canon de Dooley, ya que en ellas Dunne destroza el personaje que ha construido de forma tan consistente".
Cuando se declaró la guerra a finales de abril de 1898, Dooley había moderado su posición, aunque el Journal no lo hubiera hecho. El 16 de abril, Dunne hizo que Dooley hiciera un retrato burlón de Fitzhugh Lee, el cónsul de Estados Unidos en La Habana cuyos informes beligerantes estaban alimentando el impulso de la guerra, en una columna impresa mientras la página editorial del Journal alababa a Lee. Pero el verdadero avance se produjo después de la Batalla de la Bahía de Manila el 1 de mayo. Se sabía que había tenido lugar una batalla, pero como se creía que el comandante norteamericano, el almirante George Dewey, había cortado las líneas de cable, no llegaron noticias a Estados Unidos, y la nación esperó en suspenso, temiendo la derrota. Entonces llegaron las noticias de que Dewey había destruido la destartalada flota española, pero se desconocían los detalles y la suerte de Dewey, sus barcos y sus hombres. Antes de que llegara la noticia de que Dewey no había perdido ni un barco ni un hombre, apareció el artículo del 7 de mayo del Sr. Dooley, "On His Cousin George", es decir, el almirante, pues "Dewey or Dooley, 'tis all th' same". Dooley predijo que "escribirá a casa y dirá que tiene las islas; y las entregará al gobierno y volverá a su barco, y Mark Hanna organizará la Compañía de Yute y Sidra de las Islas Filipinas, y los revolucionarios desearán no haberlo hecho. Eso es lo que ocurrirá. Recuerde mi palabra".
"Sobre su primo George" fue un éxito inmediato, reimpreso en más de 100 periódicos. Las columnas no tenían derechos de autor; el Journal actuó rápidamente para proteger los nuevos ensayos, y a partir de entonces cobró derechos de reimpresión. Las anécdotas se sucedieron; un recitado de la columna calmó una reunión salvaje de la Asociación de Abogados de Texas; otro hizo que la casa se derrumbara en una reunión del Club de Bohemia de California; el embajador de Estados Unidos en Londres, Joseph Choate, la leyó ante una audiencia de británicos. El Sr. Dooley llegó incluso a las sedes del poder; la obra de Dunne del 25 de junio de 1898, en la que imaginaba una reunión caótica del gabinete presidencial, fue leída ante ese órgano por el secretario del Tesoro, Lyman Gage, un ciudadano de Chicago. Dunne tocó la fibra sensible con sus columnas a medida que la gente se daba cuenta de lo mal hechos que estaban muchos aspectos del esfuerzo bélico. Uno de los objetivos repetidos del ingenio de Dunne era el general en jefe Nelson A. Miles, conocido por haber diseñado sus propios uniformes, que llegaron al punto de embarque en Tampa "montados en un magnífico ca-ar espectral", y "sus uniformes están bajando en trenes especiales de lingotes protegidos con acero desde la mina, donde han estado guardados durante un año. Ha ordenado la salida de la reserva de oro para equipar a su personal, que asciende a ocho mil hombres, muchos de los cuales son garroteros; y, en cuanto pueda hacerse las fotos, aplastará a los españoles de un solo golpe". Cuando Miles invadió Puerto Rico en julio sin mucha resistencia por parte de los españoles, el Sr. Dooley informó sobre la experiencia del general en el combate: "Ha estado en gran peligro por un fuego fulminante de ramos, y se ha encontrado y dominado a algunos de los más salvajes oradores de Puerto Rico; pero, cuando oí hablar de él por última vez, había montado sus tiendas y congeladores de helados cerca del muro del enemigo, y los estaba silenciando gradualmente con proclamas".
El Journal apoyó la retención de las colonias españolas tomadas durante la guerra, incluidas las Filipinas, pero el Sr. Dooley disintió, anticipando que habría muchas más ventajas para los estadounidenses que explotarían las islas que para los filipinos cuya suerte los imperialistas decían estar ansiosos por mejorar. "'No podemos daros ningún voto, porque no tenemos más que suficientes para repartir, pero os trataremos como un padre debe tratar a sus hijos aunque tengamos que romperos todos los huesos del cuerpo. Así que venid a nuestros brazos', decimos nosotros".

## Legado
Para Dunne, las piezas de Dooley eran una carga, pero que le aportó fama y dinero, ninguno de los cuales fue suficiente para mantenerlo en su escritorio una vez que obtuvo el legado del Whitney. Antes de morir en 1936, Dunne sabía que el interés por las piezas de Dooley estaba desapareciendo, lo que le entristecía. Comprendiendo que los lectores tenían problemas con el dialecto irlandés, experimentó con la traducción de las columnas al inglés ordinario, pero no publicó ninguna en esa forma. En 1938, The New Republic señaló en un artículo que "si se intenta citar la jerga del Sr. Dooley al oyente medio, se le recompensará con una mirada de intenso dolor. Pero si traduce al Sr. Dooley al inglés ordinario casi todo se precipita como pura sabiduría". Ellis, escribiendo en 1941, argumentó: "que los ensayos de Dooley son periodismo del mejor tipo pocos lo discutirán; que son literatura en el sentido más permanente puede no estar tan claro. Si el acento americano-irlandés del Sr. Dooley siguiera siendo un idioma vivo y en crecimiento, no habría ninguna duda al respecto, pero el idioma del Sr. Dooley se ha vuelto, como mínimo, obsoleto, y eso pone el futuro del ensayo de Dooley en seria duda". Ellis señaló que los intentos de imitar el éxito de Dunne con otras columnas en dialecto irlandés fracasaron, y sugirió que el brogue no era esencial para la popularidad de los originales, "los ensayos de Dunne no pierden nada hoy en día cuando se traducen a palabras inglesas corrientes".
La fama del amigo de Dunne, Mark Twain, contrasta con la oscuridad actual de Dooley. Furnas argumentó que Dooley era leído y aceptado por un público mucho más amplio en su época que Twain, lo que suscita "la sospecha de que, entre los dos, Dunne encaja mejor en la noción de humorista nacional". Fanning escribió: "La expansión de Dunne de los usos literarios de la voz dialectal vernácula es comparable, aunque a menor escala, a la decisión de Mark Twain de dejar que Huck Finn cuente su propia historia". Según el autor y animador Max Morath

Dunne/Dooley is a missing link in the evolution of American critical thought. The essays were read on an almost weekly basis by millions of Americans during the Progressive Era, the age of Theodore Roosevelt and William Jennings Bryan, Thomas Edison and J. P. Morgan. The Frontier was gone; it was a time, we are told, of jingoism and greed, but also of excitement and hope ... We need Finley Peter Dunne for continuity. We need to know that this precocious son of Irish immigrants—those despised bottom-rung unwashed of mid-nineteenth century—somehow developed a voice that was unique and strong, that was heard, that may well have influenced at its outset the very course of the twentieth—the "American"—century.

## Libros
- Mr. Dooley in Peace and in War (1898)
- Mr. Dooley in the Hearts of His Countrymen (1899)
- Mr. Dooley's Philosophy (1900)
- Mr. Dooley's Opinions (1901)
- Observations by Mr. Dooley (1902)
- Dissertations by Mr. Dooley (1906)
- Mr. Dooley Says (1910)
- Mr. Dooley on Making a Will and Other Necessary Evils (1919)